# Le Fil à la patte
Pour les articles homonymes, voir Un fil à la patte.
Pour plus de détails, voir Fiche technique et Distribution.
Le Fil à la patte est un film français réalisé par Guy Lefranc, sorti en 1954.
Le film est une adaptation de la pièce de Georges Feydeau, Un fil à la patte.

## Synopsis
Paris, vers 1900, la double personnalité de Fernand de Bois d'Enghien, l'amène, d'une part, à se fiancer à la jeune Viviane du Verger et d'autre part à rester l'amant de la trépidante vedette de l'Alcazar : Lucette Gauthier. Ce qui provoquera un énorme scandale lorsque la date du mariage approchera et que Lucette sera engagée par la mère de Viviane pour chanter à la cérémonie. Après maintes péripéties le mariage aura lieu quand même et ce sera un mariage d'amour. Quant à Lucette, elle se consolera avec le richissime général mexicain.

## Fiche technique
- Réalisation : Guy Lefranc, assisté de Maurice Delbez
- Scénario : D'après la pièce de Georges Feydeau
- Adaptation et dialogues : Noël-Noël
- Décors : Robert Dumesnil, Jean-Denis Maillard
- Régisseur ensemblier : Pierre Vouillon
- Costumes : Fernand Junker, Jean-Denis Maillard, Barbara Karinska exécutés par Marie Gromtseff
- Opérateur : Pierre Petit
- Cadreur : Gilbert Chain
- Musique : René Cloërec
- Chansons : L'Hirondelle du soir de Paul Misraki chantée par Christian Rolph - C'est à Kiki de Paul Misraki et André Hornez chantée par Suzy Delair (Editions Transatlantiques)
- Son : René-Christian Forget
- Montage : Robert et Monique Isnardon
- Chapeaux : Ramon de Morquez
- Maquillage : Georges Bouban, Alexandre Ranesky
- Coiffures : Claude Uselmann
- Photographe de plateau : Marcel Combes
- Script-girl : Marie-Thérèse Cabon
- Régisseur : Jacques Pignier, Lucien Denis
- Régisseur ensemblier : Pierre Vouillon
- Sociétés de production : Cinéphonic, Cité Films, Société Nouvelle des Établissements Gaumont
- Chef de production : François Chavanne, Jacques Bar, Alain Poiré
- Distribution : Gaumont
- Enregistrement : Société Optiphone (système sonore Westrex)
- Directeur de production : André Deroual
- Tournage du 4 août au 30 septembre 1954 aux studios de Boulogne
- Genre : Comédie
- Durée : 86 minutes
- Visa de censure N° 15811 (Tous publics)
- Date de sortie : 
  - France : 6 décembre 1954

## Distribution
- Noël-Noël : Le comte Fernand de Bois d'Enghien, un viveur qui doit se débarrasser de sa maîtresse pour pouvoir se marier
- Suzy Delair : Lucette Gauthier, la volcanique maîtresse du comte, vedette à l'Alcazar
- Bourvil : Camille Bouzin, clerc de notaire et auteur de chansonnettes lestes
- Henri Guisol : Claude Bertrand, le directeur
- Geneviève Kervine : Viviane du Verger, la fiancée de Fernand, aussi jolie que délurée
- Henri Crémieux : le docteur Fontanet
- Gabrielle Dorziat : La baronne du Verger, la mère collet monté de Viviane
- Jacques Eyser : Le général mexicain Irrigua
- Claude Borelli : Nini, la jeune parvenue
- Jacqueline Cadet : Clara, une danseuse
- Jean-Jacques Daubin : Le domestique de Lucette
- Yvette Étiévant : Marceline Gauthier, la sœur de Lucette
- Albert Michel : Monsieur Jean, le domestique du comte
- Paul Mirvil
- Gaston Orbal : Le gaffeur

Non crédités :
- Luc Andrieux : Le serrurier
- Charles Bayard : Un homme à la réception
- Serge Bento : Le livreur de fleurs du mariage
- Florence Blot : Une dame de la noce
- Christian Brocard : Le garçon fleuriste
- Alain Feydeau : Un homme du mariage
- Lucien Frégis : Le régisseur du théâtre
- Fernand Guiot : Un spectateur
- Franck Maurice : Un machiniste
- Pâquerette : L'habilleuse de Lucette
- Christian Rolph : Le chanteur
- Louis Saintève : Le curé
- Gisèle Leila
- Régine Lovi
- Roger Vincent
- Rudy Lenoir
- Jonny Mary
- Antonin Baryel